# Црква Светог апостола и јеванђелисте Матеје у Српском Милетићу
Српска православна црква посвећена Светом апостолу и јеванђелисти Матеји у Српском Милетићу саграђена је 1750. године и освећена 1754. године. 
Иконостас је обновљен 1890. године захваљујући Стевану Грађанском, тадашњем председнику црквене општине.